# Ferida

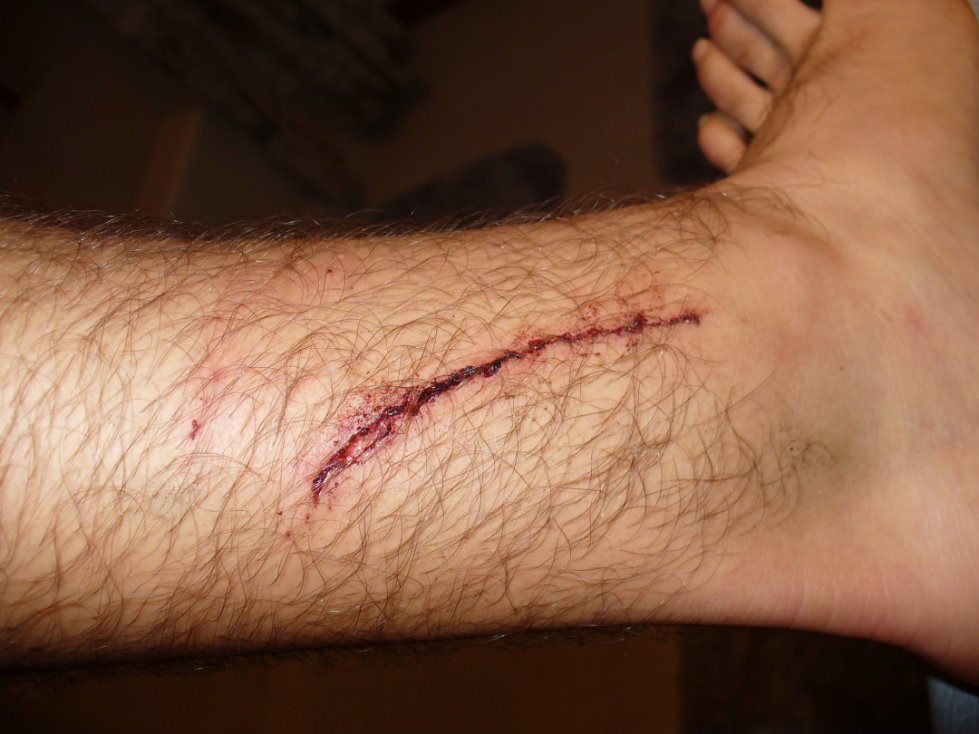
Ferida (laceração) em uma perna.

Uma ferida é uma interrupção na continuidade de um tecido corpóreo. Tal interrupção pode ser provocada por algum trauma, ou ainda ser desencadeada por uma afecção que acione as defesas do organismo.

## Tipos de feridas
Quanto à profundidade:
- Feridas superficiais: quando atingem apenas as camadas mais superficiais da pele (epiderme e derme superficial ou intermediária);
- Feridas profundas: quando atingem níveis mais profundos da pele (derme profunda, tecido adiposo, fáscias, tendões, músculos, ossos, cartilagens, ligamentos).

Quanto à complexidade:
- Feridas simples: são feridas que, em geral, se mostram superficiais e livres de sinais de infecção / contaminação / colonização por microorganismos, demandando cuidados com curativos e supervisão menos frequentes por parte de profissionais da saúde (médicos, enfermeiros etc) e tendendo a evolução benigna (isto é, à cicatrização espontânea);
- Feridas complexas: são feridas que, em geral, acometem planos mais profundos ou maior número de tipos diferentes de tecidos (não apenas derme e epiderme, mas também ossos, cartilagens, tecido adiposo, fáscias musculares, tendões, ligamentos, vasos sanguíneos, tecido nervoso etc.), muitas vezes infectadas ou com grande risco de se tornarem infectas, com tendência a evolução desfavorável (isto é, perda progressiva de tecidos por necrose ou infecção, com possibilidade de amputação de segmentos, ou mesmo, em casos mais severos, de efeitos sistêmicos com risco de dano permanente ou óbito do indivíduo acometido pela ferida) e a grande prejuízo orgânico por parte do indivíduo acometido;

Quanto ao formato e agente causador de ferida traumática:
- Ferida puntiforme: formato punctual e de bordas ligeiramente irregulares, geralmente causada por instrumento perfurante de pequena área de secção transversal (como espinhos, pregos, agulhas etc.);
- Ferida incisa: formato linear e de bordas geralmente regulares, geralmente causado por lâminas (faca, lâmina de barbear etc.);
- Ferida cortocontusa: formato irregular, geralmente com diversos segmentos ulcerados, perdas de tecidos e de bordas de segmentos de ferida irregulares e possibilidade de se observar áreas de equimoses e hematomas adjacentes às áreas de ulcerações, normalmente causado por objetos que produzem lesões simultaneamente por corte e impacto (machado, foice, aresta de um tijolo etc.);
- Ferida perfurocontusa: formato quase regular, geralmente com bordas de ferida ligeiramente irregulares (a depender do tipo de elemento causador da lesão) e possibilidade de se observar áreas de equimoses e hematomas adjacentes às áreas de ulcerações, normalmente causado por objetos que penetram a pele mediante impacto (como um projetil de arma-de-fogo);
- Ferida perfuroincisa: formato habitualmente regular, geralmente com bordas de ferida regulares (também a depender do tipo de elemento causador da lesão), normalmente causado por objetos que penetram a pele com pouco impacto mas com bom potencial de divulsão de tecidos (como uma lâmina comprida, por exemplo).

Quanto ao formato e agente causador de ferida não traumática:
- Ferida causada por queimadura: formato irregular dependente da área de pele exposta à radiação ionizante, fonte de calor, abrasão ou produto químico causador da queimadura. Não é esperado que haja ferida se queimadura é classificada como de primeiro grau (apenas "avermelhamento" local na área de pele afetada). Já em queimaduras de segundo (formação de bolhas que se ulceram e formam feridas geralmente superficiais), terceiro (necrose de porções intermediárias e profundas de derme e / ou de tecido adiposo) ou quarto graus (necrose de tecidos profundos como ossos, cartilagens e músculos) há formação imediata de alguma lesão ulcerada;
- Ferida causada por geladura: formato irregular dependente da área de pele exposta ao frio. Mais frequente em extremidades corpóreas. Pode assumir as mesmas características iniciais de queimaduras (apenas "avermelhamento" local na área de pele afetada, como ocorreria em queimaduras de primeiro grau; formação de bolhas que se ulceram e formam feridas geralmente superficiais, como ocorreria em queimaduras de segundo grau; necrose de porções intermediárias e profundas de derme e / ou de tecido adiposo e outros tecidos mais profundos, como ocorreria em queimaduras de terceiro ou de quarto graus). Muitas vezes são reversíveis em estágios iniciais, contudo, a demora em iniciar-se algum tratamento pode implicar lesão irreversível com perda de tecidos corpóreos;
- Ferida causada por fatores endógenos: formatos diversos, a depender da patologia causadora das lesões. Variam de "rachaduras" em determinadas áreas de pele até lesões evolutivas que surgem como pequenos pontos avermelhados ou escurecidos e se desenvolvem em feridas de dificílima cicatrização. Algumas patologias que podem evoliur para feridas, com origem endógena: pênfigo, vasculites de etiologias diversas, psoríase, xeroderma pigmentosa etc.

## Classificação das feridas
- De acordo com a maneira como foram produzidas (cirúrgicas, contusas, laceradas, perfurantes);
- De acordo com o grau de contaminação (limpas, limpas contaminadas, contaminadas, infectadas);
- De acordo com o comprometimento tecidual (estágio I, II, III e IV);
- De acordo com o tempo de evolução: agudas e crônicas;

## Tratamentos de feridas
O tratamento de feridas deve ser individualizado para cada paciente, levando-se em conta a etiologia da ferida, a evolução do quadro até então, a existência de comorbidades no paciente, a ocorrência de fatores que impliquem alterações no prognóstico, as características físicas da ferida, a disponibilidade de recursos para tratamento da ferida, a contra-indicação (por alergia ou intolerância) de algum elemento empregável no tratamento da ferida e a própria possibilidade de o paciente viabilizar os tratamentos sugeridos ou propostos pelos profissionais de saúde que o tenham avaliado. Atualmente, a medicina conta com inúmeros tratamentos possíveis para diversos tipos de feridas em suas mais diversas evoluções possíveis. Dentre eles, podem-se citar:
- Curativos simples: empregáveis na maioria das feridas, têm seu efeito prático baseado na própria capacidade regenerativa do corpo humano (ou seja, a cicatrização espontânea) e sua eficácia aumentada por conceitos introduzidos por estudos médicos e biológicos (como o da higiene local, que aumenta a chance de não contaminação com subsequente evolução desfavorável;
- Curativos especiais: diversos grupos de substâncias e aparatos são empregáveis no tratamento de diversos tipos diferentes de feridas. Em geral, para feridas complexas ou de difícil cicatrização, modalidades de cuidados especialmente desenhadas por profissionais especializados (enfermeiros) tendem a ser empregadas com grande índice de sucesso no tratamento de tais feridas;
- Oxigenoterapia hiperbárica técnica que consiste em fornecer Oxigênio puro em ambiente pressurizado e que aumenta muito expressivamente a velocidade de regeneração de tecidos em feridas e a atividade de defesa do organismo contra infecções agudas e graves. Paralelamente também exibe elevadíssimo nível de sucesso em tratamentos de vasculites de etiologias diversas, infecções indolentes, doenças inflamatórias intestinais, grandes queimaduras, geladuras, amputações com reimplantes, síndromes vasculares complexas, esmagamentos, dentre outros usos. Empregável em feridas complexas com taxa de sucesso muito maior que outras terapêuticas frequentemente empregadas. Razoavelmente inerte e segura, tem se tornado a melhor opção de tratamento para feridas em geral.